# Agglomeratie

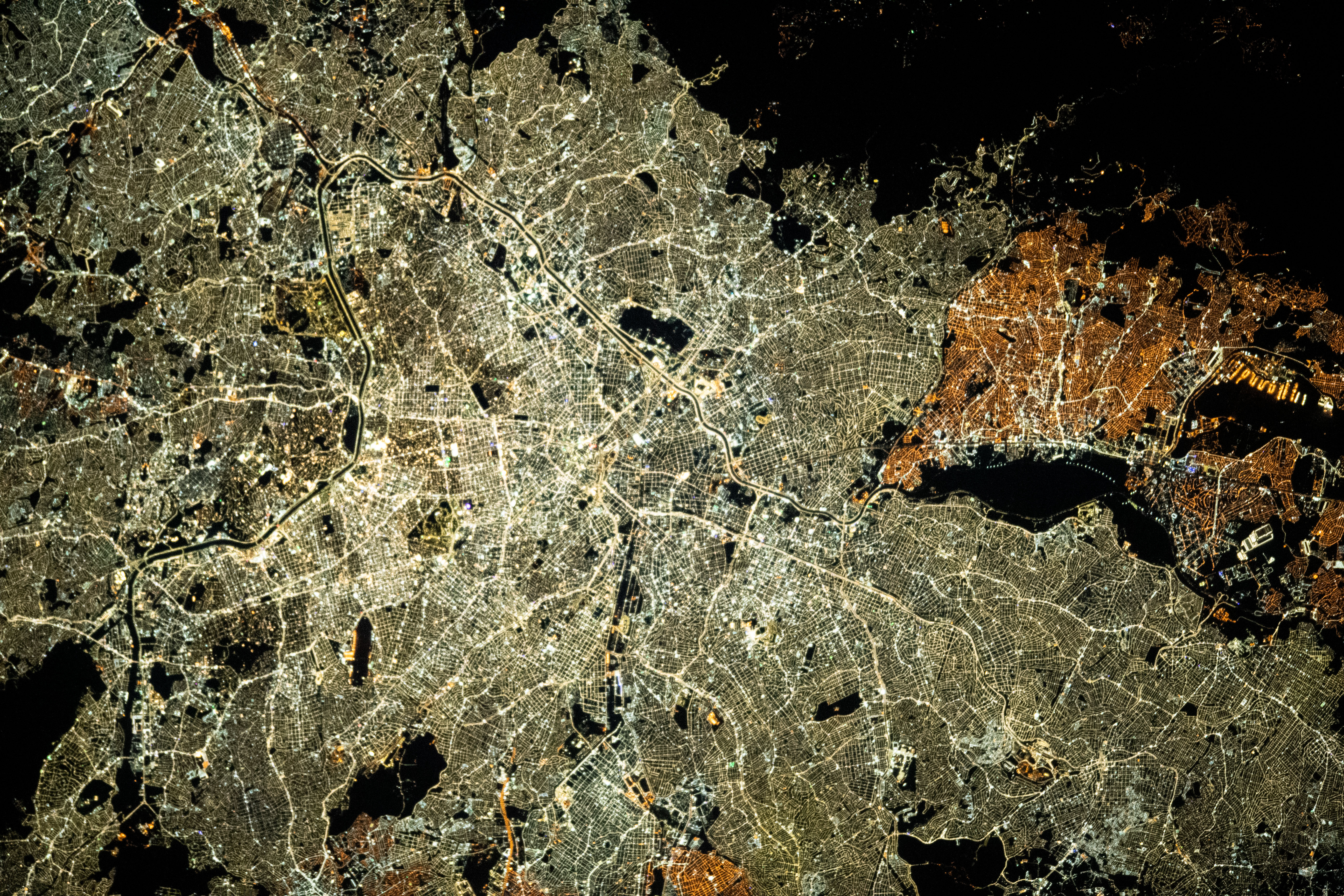
Agglomeratie Sao Paulo

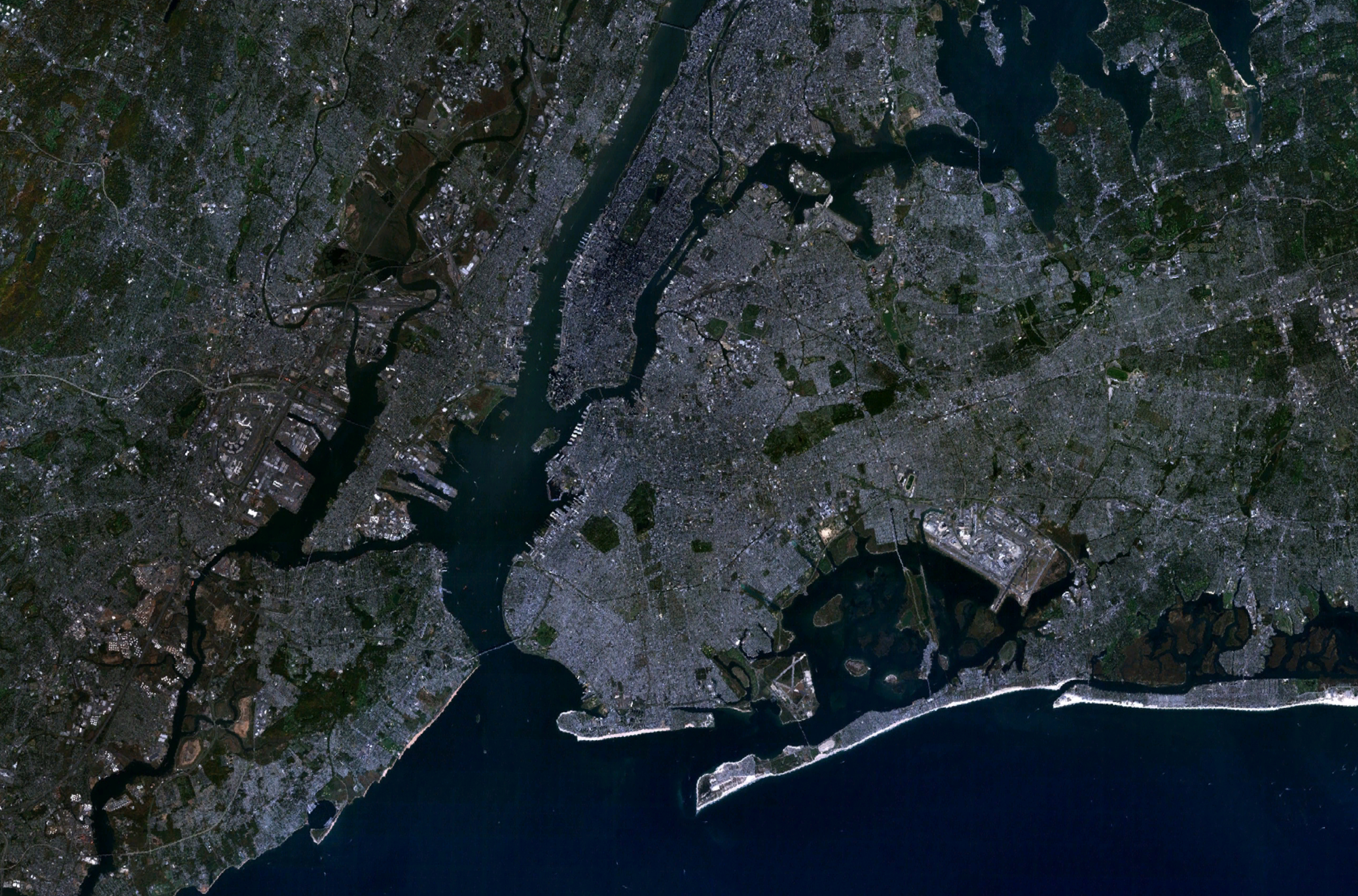
Agglomeratie New York

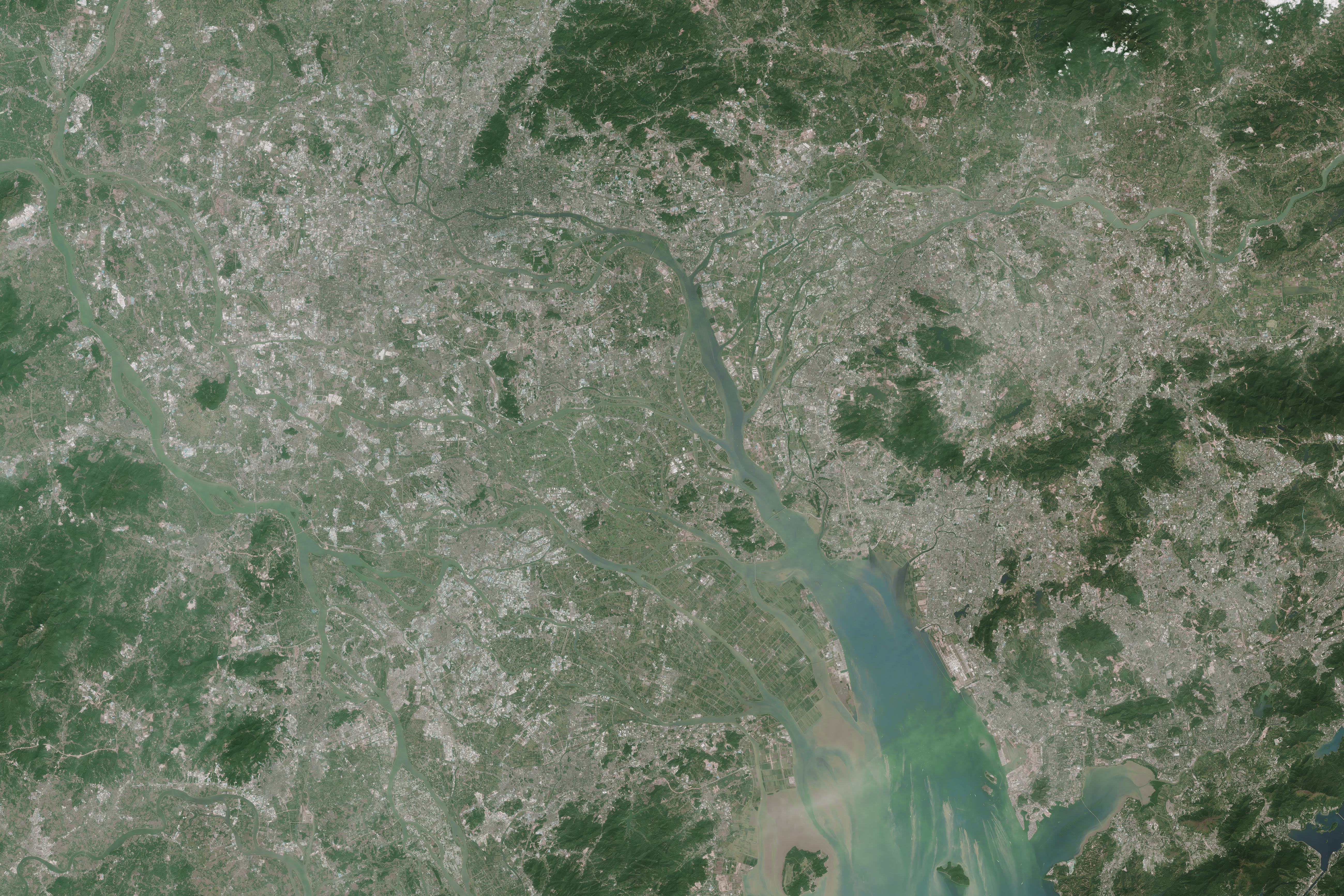
Agglomeratie Guangzhou (Kanton)

Een agglomeratie (ook wel stedelijk gebied genoemd, maar die term kan ook naar een algemener begrip verwijzen) is een aaneenschakeling van woonplaatsen (steden en dorpen) waarvan de inwoners zich gedragen alsof zij in één stad wonen. Dat wil zeggen dat de bewoners wonen, werken, winkelen en recreëren in verschillende delen van de agglomeratie en zich in hun dagelijks leefpatroon veelvuldig binnen de agglomeratie verplaatsen. De term agglomeratie verwijst vooral naar de morfologische vorm van aan elkaar gegroeide nederzettingen, terwijl de term stadsgewest eerder verwijst naar de verspreiding van de stedelijke levenswijze, die de agglomeratie ver kan overstijgen.
In veel gevallen ligt een agglomeratie rondom een centrale stad. De steden en dorpen sluiten min of meer direct op elkaar aan, er kunnen echter ook rivieren, autosnelwegen, parken of volkstuinen tussen liggen.

## Vervoer
In een traditionele stad verplaatsten de inwoners zich hoofdzakelijk te voet. De omvang van traditionele steden is daarom beperkt tot een half uur gaans (circa drie kilometer). Agglomeraties konden ontstaan doordat snelle vervoerwijzen beschikbaar kwamen (trein, tram en auto) waardoor bewoners zich binnen hetzelfde tijdsbestek over grotere afstanden konden verplaatsen. Zo kon het dagelijks leefpatroon van de bewoners zich over een groter gebied uitstrekken.

### Verkeerssystemen
Agglomeraties zijn afhankelijk van een goed verkeerssysteem. Zij kennen een druk (forenzen)verkeer, beschikken over openbaar vervoer en hebben last van congestie. Agglomeraties zijn vaak gegroeid rondom verkeerssystemen die bedoeld waren voor interlokaal verkeer en gedimensioneerd waren op veel kleinere vervoerstromen. Spoorwegen en autowegen binnen agglomeraties zijn daarom uitgebreid om in de alsmaar toenemende vervoersbehoefte te voorzien. Ook zijn verkeerssystemen, die ontstaan zijn op een stedelijke schaal (zoals de tram), uitgebreid naar de grotere reikwijdte van de agglomeratie. Het probleem hierbij is dat deze systemen eigenlijk te langzaam zijn: agglomeraties hebben behoefte aan vervoersystemen die specifiek zijn toegesneden op hun behoefte zoals voldoende snelheid en een hoge capaciteit. Dergelijke systemen, zoals een metro, worden ook wel aangeduid met de term stadsgewestelijk vervoer.

## Grootste agglomeraties
De agglomeratie rondom Guangzhou (Kanton) is met 72,7 miljoen inwoners veruit de grootste van de wereld. Voorheen was het decennialang Tokio. Zie: Lijst van grootste agglomeraties.
Grootste agglomeratie van Europa is Moskou, van Noord-Amerika Mexico-Stad, van Zuid-Amerika São Paulo en van Afrika Caïro. 

## Agglomeraties in België
In haar definiëring van stadsgewesten beschouwt de federale overheid van België de agglomeraties van Brussel, Antwerpen, Luik, Gent en Charleroi als "grote steden". Brugge, Namen, Leuven, Bergen, Mechelen, Sint-Niklaas, Hasselt, Kortrijk, Oostende, Doornik, Genk, Verviers en Turnhout worden gezien als "regionale steden". De Brusselse agglomeratie is de grootste van het land en overstijgt de grenzen van het Brussels Hoofdstedelijk Gewest. Bij het bepalen van bevolkingsstatistieken van de agglomeraties wordt rekening gehouden met de gemeentegrenzen. Zo bekomt men geoperationaliseerde agglomeraties. 
Inwonersaantallen van de 5 grootste Belgische agglomeraties, gemeten volgens de definitie op basis van de volkstelling 2001, geoperationaliseerd volgens de bevolking per gemeente op 1 januari 2017:
- Brussel: circa 1.624.000
- Antwerpen: circa 1.200.000
- Luik: circa 500.000
- Gent: circa 302.000
- Charleroi: circa 291.000

De volkstelling van 2011 maakte gebruik van een andere definitie van agglomeraties. Deze verandering vond plaats om doorheen Europa op dezelfde manier te kijken naar stedelijke agglomeraties. Dit verandert het beeld totaal. Er is één grote agglomeratie met 5,9 miljoen inwoners, die Brussel en een groot deel van Vlaanderen bevat, met tentakels tot in Wallonië. Dat komt omdat lintbebouwing meegeteld wordt bij het afbakenen van de agglomeraties. Verder zijn er maar een paar grotere agglomeraties, vooral in Wallonië. Brugge vormt met Oostende een dubbelstad via lintbebouwing. Hetzelfde geldt voor Luik en Verviers.

## Agglomeraties in Nederland
Zie het lemma Plusregio voor een compleet overzicht van de inmiddels opgeheven plusregio's. In zeven regio's in Nederland was een extra bestuurslaag (tussen provincie en gemeente) opgericht.
De grootste agglomeraties zijn:
- Amsterdam (Vervoerregio Amsterdam; met de gemeenten Aalsmeer, Amstelveen, Amsterdam, Diemen, Edam-Volendam, Haarlemmermeer, Landsmeer, Oostzaan, Ouder-Amstel, Purmerend, Uithoorn, Waterland, Wormerland en Zaanstad), ca.1.500.000 inwoners. Deze agglomeratie maakt op zijn beurt deel uit van de zogenaamde Metropoolregio Amsterdam.
- Rotterdam (voorheen Stadsregio Rotterdam ("Rotterdam-Rijnmond"); met de gemeenten Rotterdam, Schiedam, Vlaardingen, Maassluis, Lansingerland, Nissewaard, Albrandswaard, Barendrecht, Ridderkerk, Capelle aan den IJssel en Krimpen aan den IJssel), ca. 1.200.000 inwoners. Deze voormalige stadsregio maakt inmiddels deel uit van de zogenaamde Metropoolregio Rotterdam Den Haag.
- Den Haag (voorheen Stadsgewest Haaglanden; met de gemeenten Den Haag, Delft, Wassenaar, Leidschendam-Voorburg, Rijswijk, Pijnacker-Nootdorp, Westland, Midden-Delfland en Zoetermeer), ca. 1.000.000 inwoners. Deze voormalige stadsregio maakt inmiddels deel uit van de zogenaamde Metropoolregio Rotterdam Den Haag.
- Eindhoven (Metropoolregio Eindhoven; met in totaal 21 gemeentes in Zuidoost-Brabant, waaronder Eindhoven, Helmond, Veldhoven, Son en Breugel, Best, Geldrop-Mierlo, Nuenen en Waalre), ca. 800.000 inwoners.
- Utrecht (voorheen Bestuur Regio Utrecht; met de gemeenten Utrecht, De Bilt, Zeist, Stichtse Vecht, Bunnik, Houten, Nieuwegein, IJsselstein en Vijfheerenlanden), ca. 600.000 inwoners.

De regio's Arnhem-Nijmegen en Twente vormden de twee overige stadsregio's, maar deze waren minder aaneengesloten en konden (nog) niet echt als één agglomeratie beschouwd worden. De voormalige stadsregio Rotterdam en het eveneens voormalige stadsgewest Haaglanden waren daarentegen dusdanig aan het verstrengelen, inclusief politieke samenwerking, dat zij samen inmiddels als één enkelvoudige metropoolregio gezien kon worden.

## Definities in verschillende landen
Landen definiëren agglomeraties op verschillende manieren:

### België
De stedelijke agglomeratie omvat de kernstad en de stadsrand. Het is het landschapsdeel dat aaneensluitend bebouwd is met huizen, openbare gebouwen, industriële en handelsuitrustingen, met inbegrip van de tussenliggende verkeerswegen, parken, sportterreinen enzovoorts. De stedelijke woonkern wordt begrensd door een zone bestaande uit
landbouwgrond, bossen, braakliggende en woeste gronden en verspreide bewoning. De geoperationaliseerde agglomeratie bekomt men door de morfologische agglomeratie aan te passen aan de gemeentegrenzen. Typevoorbeelden van gemeentes in de Brusselse stadsrand zijn de zes faciliteitengemeenten rond Brussel.

### Japan
Japan kent de term toshi-ken (都市圏), ofwel "blok-steden".

## Trivia
Bewoners van een agglomeratie bedoelen met 'naar de stad gaan', naar het centrum van de grote stad gaan, zoals bijvoorbeeld een inwoner van Rijswijk dan bedoelt naar het centrum van Den Haag te gaan. Wanneer zij zeggen 'naar het dorp te gaan', bedoelen zij doorgaans te gaan naar het (oude) centrum van hun eigen woonplaats.